# Посмак
Посмак, післясмак — смакові відчуття їжі або напоїв, що відчуваються відразу після того, як їжа або напій видаляються з порожнини рота. Посмак різних харчових продуктів і напоїв може коливатись по інтенсивності і по часу, але об'єднавчої рисою післясмаку є сприйняття після того, як їжа або напої були проковтнуті або виплюнуті.

## Тимчасове сприйняття смаку
Характеристики посмаку продукту — якість, інтенсивність і тривалість. Якість характеризує реальний смак їжі, інтенсивність — інтенсивність смаку, тривалість — як довго посмакові відчуття тривають.
Оскільки сприйняття смаку є унікальним для кожної людини, для опису якості смаку та його інтенсивності були розроблені стандарти, зокрема, для використання в наукових дослідженнях. За смаковими якостями продукти можуть бути описані, часто використовуються терміни «солодкий», «кислий», «солоний», «гіркий», «умамі», або «без смаку». Опис післясмакового сприйняття багато в чому залежить від використання таких слів, щоб передати смак, що був відчутий після видалення їжі з порожнини рота.
Опис інтенсивності смаку також підданий мінливості серед осіб. В такому випадку варіації оцінюються за шкалою Борга або іншими подібними мірами. Шкали зазвичай мають категорії, які варіюються від нуля або від одного до десяти (або іноді більше десяти), які описують інтенсивність смаку. 
Продукти, які мають явні присмаки, відрізняються своїми тимчасовими профілями, тобто скільки їх присмаки сприймаються під час і після споживання.